# Nils Hennix
Nils Hennix , född 1920, död den 30 augusti 2016 i Gällivare, var en musiker, författare och Sverigedemokratisk politiker  från Gällivare. 
Som musiker är han främst känd som vissångare och för att ha släppt kassettbanden Gällivare Visor. Totalt spelade Hennix in tre separata kassetter under namnet Gällivare Visor, som innehöll låtar som han skrivit texter och komponerat musik till. Hans texter återspeglade livet bland rallare, nybyggare och gruvarbetare i Malmfälten. Han framträdde flera gånger TV-program med sina visor.  
Hans huvudsakliga arbete var som järnvägsarbetare. Han började arbeta åt SJ i Gällivare år 1944. På 1960-talet var han vagnmästare på SJ i Kiruna där var specialist på att reparera urspårningar. Under 1970- och 1980-talen arbetade Nils Hennix på SJ i Borlänge.
Nils Hennix är far åt den svenska högerextremisten Nils-Eric Heiner Hennix. 

## Politisk verksamhet
I valet 2010 kandiderade Nils Hennix som Sverigedemokrat och valdes in som fullmäktigeledamot i Gällivare kommunfullmäktige. Hennix kom sedan att lämna platsen tom, och uppgav sin höga ålder (då 89 år) som orsak till beslutet.  

## Priser och utmärkelser
- 1988 - Gällivare sockens kulturpris [3]